# Městečko Trnávka
Městečko Trnávka település Csehországban, a Svitavyi járásban. Městečko Trnávka Jevíčko, Útěchov, Radkov, Rozstání, Mohelnice, Pavlov, Vrážné, Bezděčí u Trnávky, Gruna, Dlouhá Loučka, Chornice, Malíkov, Křenov és Vranová Lhota településekkel határos. Lakosainak száma 1401 fő (2024. január 1.).

## Népesség
A település lakosságának változását az alábbi diagram mutatja:
| Lakosok száma | 3534 | 3439 | 2999 | 2017 | 1676 | 1527 | 1400 | 1406 | 1372 | 1401 |
|               | 1869 | 1890 | 1921 | 1950 | 1980 | 2001 | 2017 | 2019 | 2022 | 2024 |